# Kasussystem der spanischen Sprache
Der Kasus kann generell als eine grammatische Kategorie, rasgo gramatical o categoría gramatical deklinierbarer Wörter beschrieben werden. Funktionell bildet der Kasus eine syntaktische Abhängigkeit ab. Kasus kann als morphologische Kategorie (morphologischer Kasus), caso morfológico realisiert werden, der durch ein System einander gegenüberstehender Formenreihen gekennzeichnet ist. Neben morphologischen Ausdrucksmitteln steht der präpositionalen Kasus, also die Markierung durch Funktionswörter.
Im Spanischen existiert bei Substantiven kein morphologisches Kasussystem mehr, hier existiert nur der Präpositionalkasus (neben den anderen Möglichkeiten, grammatische Funktionen zu signalisieren, wie Reihenfolge). Wortformen für Kasus existieren hingegen im System der spanischen Pronomina.

## Die weitgehende Aufhebung des Kasussystems in den romanischen Sprachen
Während noch das klassische Latein sechs oder, je nach Zählweise, sieben Fälle als Flexionsformen von Substantiven, Adjektiven und Pronomen aufweist, nämlich Nominativ, Genitiv, Dativ, Akkusativ, Vokativ, Ablativ und eventuell Lokativ, reduzierte sich deren Anzahl schon im Vulgärlatein. Das Vulgärlatein wurde kaum geschrieben, man kann aber erschließen, dass in diesen gesprochenen Formen des Lateinischen bereits im 3. Jahrhundert nur noch zwei bis drei Fälle verwendet wurden. Das Vulgärlatein war der sprachliche Ausgangspunkt der romanischen Einzelsprachen und war bereits in der Antike weder in sozialer noch in geographischer oder zeitlicher Hinsicht einheitlich. Alle romanischen Sprachen haben die Fälle fast vollständig verloren (vergleiche zum Beispiel Ausnahme im Kasussystem im Rumänischen) und nur bei den Personalpronomen Kasusrelikte behalten. So zeigt sich im Verlust des morphologisch markierten Kasus eines der grundlegenden typologischen Merkmale, die die romanischen Sprachen vom Lateinischen unterscheiden.
Das Spanische ist Teil dieser Entwicklung: an die Stelle eines Flexionskasus treten Präpositionen, die immer mehr zu Kasusmarkierungen grammatikalisiert  werden. –  Beispiel:
```
 Anstatt  lateinisch: 
Homo homini lupus.

 wird spanisch:  
El hombre es un lobo 
para el
 hombre.
[
6
]
```

Weitere Beispiele mit den Kasus Genitiv und Dativ:
|         | Klassisches Latein                       | Vulgärlatein             | Italienisch          | Spanisch             |
| ------- | ---------------------------------------- | ------------------------ | -------------------- | -------------------- |
| Genitiv | filius regis – der Sohn des Königs       | filius de rege „de“      | il figlio del re     | el hijo del rey      |
| Dativ   | da librum patri – gib das Buch dem Vater | da librum ad patrem „ad“ | da il libro al padre | da el libro al padre |

Eine ähnliche Entwicklung zeigten die Kasus des Nominativs (fürs Subjekt) und Akkusativs, die nun nicht mehr nach ihren Endungen, sondern durch ihre Stellung vor bzw. nach dem Prädikat unterschieden wurden. Der Wegfall der Kasusmarkierung ging so Hand in Hand mit einer weniger freien Wortstellung in den Nachfolgersprachen des Lateinischen.
Allgemein lässt sich für die Indoeuropäischen Sprachen folgende Regel aufstellen: je wichtiger ein Kasussystem für eine Sprache ist, desto weniger  relevant sind die Präpositionen, die in dieser Sprache eingesetzt werden und umgekehrt.

## Das Kasussystem der spanischen Substantive
Statt Kasusendungen am Substantiv markiert das Spanische das direkte und indirekte Objekt teilweise mit einem vorangestellten Element a, und das Verhältnis, das einer Genitivzuweisung entspricht, durch ein vorangestelltes de. Diese Markierungen gehen auf die lateinischen Präpositionen ad für „hin, hinzu“ sowie dē für „von... herab“ zurück, die im Lateinischen einen konkreten, ortsbezogenen Sinn hatten. Das Subjekt bleibt demgegenüber unmarkiert.

### Direktes Objekt
Wenn das direkte Objekt etwas Unbelebtes bezeichnet, wird es nicht weiter markiert. Bei Personen oder Tieren als direktem Objekt wird jedoch die Präposition a vorangestellt (präpositionaler Akkusativ). Zusammen mit dem Artikel el entsteht die Form al. – Beispiele:
```
 
Compra una mesa
 
Er kauft einen Tisch.

 
Llama 
a
 los amigos
 
Sie ruft die Freunde.

 
Llama 
al
 amigo.
 
Sie ruft den Freund.
```

Das Element a steht auch vor (nicht klitisierten) Pronomen, die Personen bezeichnen. – Beispiele:
¿Viste a alguien? Hast du jemanden gesehen?
No vimos a nadie Wir sahen niemanden
¿A quién has saludado? Wen hast du gegrüßt?
Das mit a markierte direkte Objekt kann zusammen mit einem ans Verb angehängten (klitischen) Pronomen erscheinen (ein Phänomen, das in der Linguistik als „Clitic doubling“ bezeichnet wird):
```
 
Juana lo espera a Carlos
 
Juana wartet auf Carlos.
```

Das a kann auch bei belebten direkten Objekten wegbleiben, wenn das Objekt unspezifisch ist, wie im ersten folgenden Beispiel im Kontrast zum zweiten:
```
 
Busco un gato
 
Ich suche eine Katze.

 
Busco 
a
 mi gato
 
Ich suche meine Katze.
```

Hierdurch wird das Spanische zu einem Beispiel für eine Sprache mit differenzieller Objektmarkierung.

### Indirektes Objekt
Für das indirekte Objekt (Dativobjekt) gilt bei Personen ebenfalls die Präposition a. Direktes und indirektes Objekt können daher gleich aussehen. – Beispiele:
```
 
Juana compra puritos 
al
 marido
 
Juana kauft ihrem Mann Zigarillos
 (indirektes Objekt, Dativ).
 
Florentina contesta 
a
 un amigo
 
Florentina antwortet einem Freund.
 (einziges Objekt, im Deutschen Dativ)
```

### Genitiv
„Genitiv“-Attribute werden mit der Präposition de markiert, die zusammengezogenen Formen lauten del.
```
 
Es el regalo de Florentina
 
Das ist das Geschenk Florentinas.

 
Es la puerta de la cabaña. ¿De qué es la puerta? De la cabaña.
 
Es ist die Tür der Hütte. Wessen Tür? Der Hütte.
```

### Weitere Beispiele mit allen drei Kasus
Die Mutter kauft der Tochter ihrer Freundin ein Auto.
„Die Mutter kauft der Tochter ihrer Freundin ein Auto.“
Die Mutter das Subjekt (im Nominativ),
der Tochter das Dativ-Objekt (= Ergänzung im Dativ),
ihrer Freundin das Genitiv-Attribut (= Ergänzung im Genitiv) und ein Auto das Akkusativ-Objekt (= Ergänzung im Akkusativ)
Im Spanischen: La madre compra un coche a la hija de su amiga.
„La madre compra  un coche a la hija de su amiga.“
La madre das Subjekt (im Nominativ),
un coche das direkte Objekt (Akkusativ) (= Ergänzung im Akkusativ)
a la hija das indirekte Objekt (Dativ) Objekt (= Ergänzung im Dativ),
de su amiga das Genitiv-Attribut (= Ergänzung im Genitiv)
In pronominalisierter Form: La madre se lo compra Die Mutter kauft ihr es.
„La madre  se lo compra.“
La madre das Subjekt (im Nominativ),
se das indirekte Objekt (Dativ) Objekt (= Ergänzung im Dativ),
lo das direkte Objekt (Akkusativ) (= Ergänzung im Akkusativ) compra.